# スコーミッシュ・リロエット地域
スコーミッシュ・リロエット地域（スコーミッシュ・リロエットちいき、英: Squamish-Lillooet Regional District, SLRD）は、ブリティッシュコロンビア州の地方行政区の1つで、バンクーバー北方の山地に位置している。南部のスコーミッシュ川周辺は伝統的にはスコーミッシュ族の地域、北部はリロエット族の地域である。スキーリゾートで知られるウィスラーが同地域に含まれる。

## 地理
東から時計回りにトンプソン・ニコラ地域、フレイザーバレー地域、メトロバンクーバー、サンシャインコースト地域、カセット地域、ストラスコーナ地域、カリブー地域と境界を接しているが、このうちポーウェルリバー地域とストラスコーナ地域については山地で接しているのみで交通は困難である。
スコーミッシュからウィスラーを経由してペンバートンの周辺までは、シー・トゥー・スカイ地方と呼ばれ、それより北東のリロエット地方とは景観などが異なる。シー・トゥー・スカイ地方がメトロバンクーバーとの交流が盛んなのに対し、リロエット地方はカムループスとの交流が主である。

## 自治体
4つの自治体が編制されている。
| 自治体                      | 人口   | 面積   | 人口密度 |
| --------------------------- | ------ | ------ | -------- |
| ペンバートン村 Pemberton    | 2,369  | 10.89  | 217.5    |
| ウィスラーリゾート Whistler | 9,824  | 240.40 | 40.9     |
| スコーミッシュ区 Squamish   | 17,158 | 104.88 | 163.6    |
| リロエット区 Lillooet       | 2,321  | 27.51  | 84.4     |

自治体の編制されていない地域には地域行政区の理事を選出するための選挙区が4つ設けられている。
エリアA
北部のダウントン湖、カーペンター湖周辺。主な集落としては、Bralorne, Gold Bridge,Brextonなどがある。人口224。
エリアB
東部のリロエット周辺。主な集落としては、McGillivray Falls, Seton Portage, Shalalth, Texas Creek, Bridge River, Pavilion, Fountainがある。人口359。
エリアC
ペンバートンを中心にリロエット湖やペンバートン谷周辺、さらに西部までを含む。主な集落としては、Pemberton Meadows, Mount Currie, Birken, Devine, D'Arcy, McGillivrayなど。人口1,804。
エリアD
ウィスラーより南西、スコーミッシュ川とチェカムス川の周辺。主な集落としてはBritannia Beach, Woodfibre, Furry Creekなどがある。人口836。